# María Sornosa Martínez
María Sornosa Martínez (ur. 15 czerwca 1949 w Manises) – hiszpańska polityk, samorządowiec, od 1994 do 2009 posłanka do Parlamentu Europejskiego trzech kadencji.

## Życiorys
Ukończyła w 1991 studia na wydziale geografii i historii Uniwersytetu w Walencji. Kształciła się także w zakresie programowania neurolingwistycznego. od 1979 do 1994 była radną miasta Manises, wchodziła w skład władz wykonawczych, odpowiadając za sprawy zdrowia. W 1992 pełniła funkcję asesora ds. ochrony środowiska i planowania miejskiego w rządzie regionalnym w Walencji.
W 1994 z ramienia komunistycznej Zjednoczonej Lewicy, a w 1999 i 2004 z ramienia Hiszpańskiej Socjalistycznej Partii Robotniczej uzyskiwała mandat deputowanej do Parlamentu Europejskiego. Była członkinią grupy GUE/NGL (IV kadencja) i następnie Grupy Socjalistycznej (V i VI kadencja). Pracowała głównie w Komisji Ochrony Środowiska Naturalnego, Zdrowia Publicznego i Bezpieczeństwa Żywności. W PE zasiadała do 2009.